# Strophiola lugubrina
Strophiola lugubrina är en insektsart som först beskrevs av Carl Stål 1877.  Strophiola lugubrina ingår i släktet Strophiola och familjen syrsor. Inga underarter finns listade i Catalogue of Life.